# Денежная реформа в СССР 1947 года

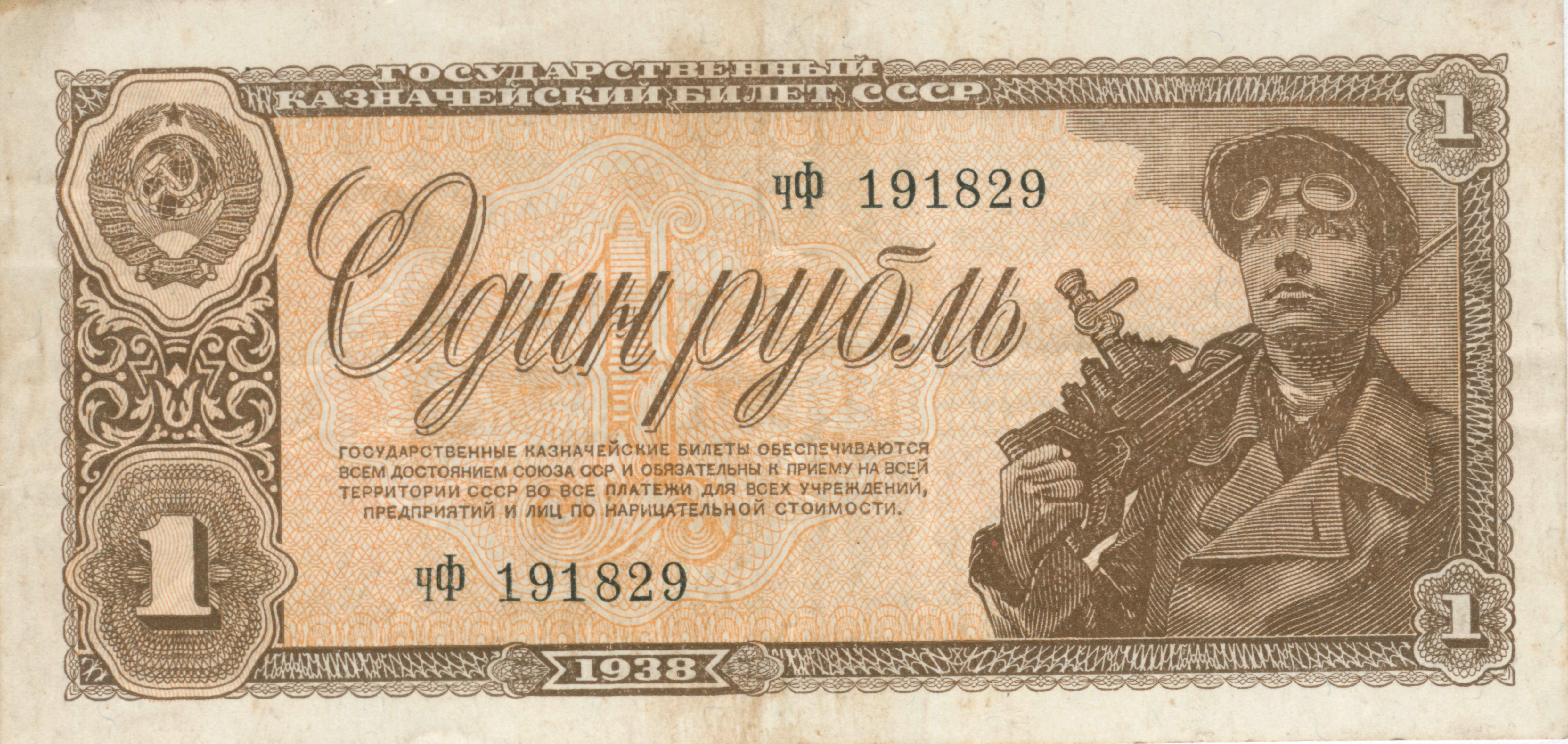
1 рубль 1938 года

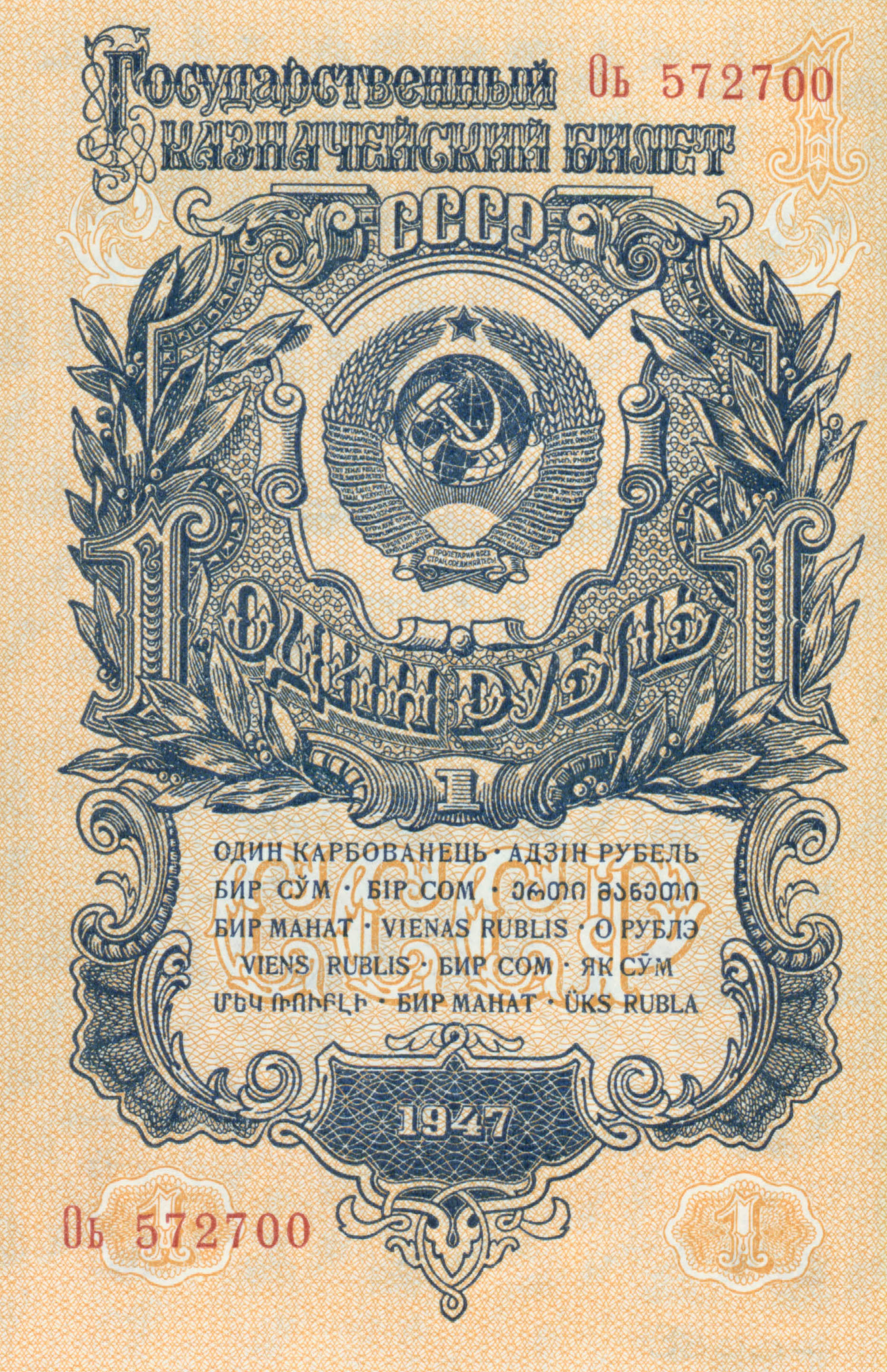
1 рубль 1947 года

Денежная реформа в СССР 1947 года — конфискационная денежная реформа, проводившаяся с 16 по 29 декабря 1947 года. Реформа была направлена на изъятие огромного количества денежной массы, которое появилось у населения СССР во время Великой Отечественной войны с целью подготовки к отмене карточек (пайков) и введения свободной продажи потребительских товаров. Принято считать, что это была вторая по счёту денежная реформа в СССР.
Денежная реформа была проведена в форме деноминации и конфискации. Одновременно с денежной реформой была отменена карточная система снабжения продовольственными и промышленными товарами. Новые банкноты относились к старым по номиналу 1:10. В то же время, новые единые цены взамен старых колхозных, коммерческих и пайковых были снижены не пропорционально, в отличие от реформы 1961 года, а в намного меньшем объёме (10—15 %), либо не снижались вовсе, а были повышены. По номиналу были обменяны только вклады в сберкассах в объёме до 3000 рублей. В ходе реформы обмен наличных денег проводился в течение одной недели, в отдалённых районах Крайнего Севера — в течение двух недель. По истечении срока обмена старые банкноты утратили силу. Реформа привела к значительному уменьшению денежной массы в экономике, а также серьёзно ударила по уровню потребления советских людей.

## Предыстория
По свидетельству наркома финансов СССР Арсения Зверева, впервые вопрос о проведении денежной реформы возник ещё во время Великой Отечественной войны. Подготовка реформы шла с 1943 года в обстановке глубокой секретности, что не мешало эффективно налаженному межведомственному взаимодействию Народного комиссариата финансов СССР и Госбанка СССР, специалисты которых выявляли причины инфляции, реализуя указание В. М. Молотова «подробно разобраться», у кого за годы войны накопились денежные излишки, как происходит их перераспределение и как это влияет на цены. Таким образом, ставилась задача, выявив владельцев «лишних денег», провести их конфискационный обмен, «срезав» инфляционное давление. Данная схема точно совпадала с указанием В. И. Ленина 1918 года по «полной замене всех старых денег новыми», для чего он предлагал назначить «самый короткий срок», в течение которого каждый должен будет сделать декларацию о количестве имеющихся у него денег и получить взамен новые; если сумма окажется небольшой, он получит рубль за рубль; если же она превысит норму, он получит лишь часть. Лидер большевиков понимал, что такая мера «несомненно, встретит сильнейшее противодействие… Мы встретимся грудь с грудью с классовым врагом. Борьба будет тяжелая, но благодарная борьба…».
Постановление 14 декабря 1947 года о денежной реформе почти дословно повторило ленинские положения, хотя в процессе разработки на вождя никто не ссылался. Сторонники конфискационной модели, преследуя цель вывести из оборота спекулятивные накопления, игнорировали трудовой характер значительной части средств, заработанных в годы войны крестьянами, высокооплачиваемыми рабочими и ИТР, а также представителями творческих профессий. В целом сторонники жестких мер укрепления денежной системы путем единовременной, по словам З. В. Атласа, хирургической операции — изъятия излишней денежной массы из обращения путем денежной реформы, солидаризируясь с политической установкой, оказались в большинстве. В то же время к методам санирования советского денежного обращения среди разработчиков реформы были и иные подходы, в том числе обсуждался вариант проведения санирования по образцу 1933—1936 годов или по примеру практики бывших союзников — США и Великобритании, где денежные реформы не проводились. Внешнеполитический фактор также имел важное значение, так как крепкий рубль должен был занять место резервной валюты лагеря социализма.
К середине 1946 года основные параметры реформы были ещё не готовы, Госбанк предлагал провести её во второй половине 1947 года. Разработчикам реформы трудно было опереться на научно разработанные методики. Последняя серьёзная монография по проблеме вышла в 1930 году. Кроме того, отечественные специалисты не могли подвергать сомнению общий закон количества денег, необходимых для обращения, сформулированный К. Марксом в первом томе «Капитала». Таким образом, разработчики, учитывая «значительную эластичность» параметров денежного обращения, стремились не столько сократить его до заранее планируемого точного объёма, сколько применяя утилитаристский, эмпирический подход, добивались управляемости этой вышедшей из-под контроля в годы войны сферы, работоспособности практических методов коррекции денежного обращения.
Обмен старых бумажных денежных знаков на новые также должен был улучшить их физическое качество, устойчивость к износу, что официально не указывалось в качестве одной из целей реформы, но подразумевалось разработчиками.
Анализ динамики вкладов населения в сберегательные кассы по всем республикам СССР показывает, что информация о реформе ходила по стране уже с июля-августа, когда резко тормозится приток вкладов населения в сберкассы. Начинается процесс, известный как биржевая лихорадка. Советские граждане, имея в большей части неясные слухи вместо информации, вели с государством биржевую игру то на понижение, то на повышение. Как известно, хозяйствующие субъекты при выборе вариантов инвестирования руководствуются доходностью, ликвидностью, степенью риска, нормой ссудного процента, изменениями в ожиданиях, величиной инфляции и так далее. Резко возросший уже летом спрос на деньги (отток из сберкасс) не означал, что население отдаёт им предпочтение по сравнению с другими видами «активов». Снятые суммы быстро расходовались на приобретение и без того скудного ассортимента товаров. «Простой советский человек» в ситуации, близкой к панике, уже не думал о доходности и ликвидности, а стремился минимизировать ущерб, сохранив хоть часть заработанного, в любой доступной форме. В первых числах декабря настроения населения резко меняются. Отток вкладов из сберкасс прекращается и начинается их стремительный рост по всем регионам, сопровождающийся дроблением вкладов под уже известный из многочисленных утечек лимит. 10—15 декабря конторы Госбанка фиксировали «громадное поступление денежной наличности». Во всех отделениях наблюдался «большой наплыв клиентов для сдачи денег в кассы любыми способами», в том числе и уплаты вперёд налогов и сборов.
Слухи о грядущей реформе особенно усилились поздней осенью 1947 года. Поскольку сохранить планы властей в тайне от населения не удалось, в сберкассах стали выстраиваться очереди желающих положить деньги на сберкнижку. 2 декабря МВД констатировало «случаи, когда вкладчики изымают крупные вклады (30—50 тысяч рублей и выше), а затем эти же деньги вкладывают более мелкими вкладами в другие сберкассы на разных лиц». Пытаясь спасти свою наличность, люди бросились скупать мебель, музыкальные инструменты, охотничьи ружья, мотоциклы, велосипеды, золото, драгоценности, часы, промтовары, продовольственные товары длительного срока хранения (шоколад, консервы, копченые колбасы и др.), водку и другие спиртные напитки. Увеличились обороты в ресторанах крупных городов.
Летом 1946 года имелась существенная разница между пайковыми и коммерческими ценами, которая составляла соотношение 1:8. Осенью 1946 года в рамках подготовки к отмене карточной системы было принято решение провести сближение пайковых и коммерческих цен. Осенью 1946 года пайковые цены были повышены в 3 раза, а на хлеб даже в 3,8 раза. Фактическое снижение коммерческих цен было незначительным и составляло 30—40 %, не компенсируя ощутимого повышения пайковых цен. В результате проведенных ценовых изменений соотношение пайковых и коммерческих цен составило 1:2,5. 13 декабря 1947 года Политбюро ЦК ВКП(б) приняло решение «Об отмене карточной системы и денежной реформе». Система закрытого продовольственного снабжения продолжала действовать для представителей партийного, советского и хозяйственного руководства и после отмены карточной системы.

## Условия реформы
Условия предстоящей денежной реформы были изложены в Постановлении Совета министров СССР и ЦК ВКП(б) № 4004 от 14 декабря 1947 года «О проведении денежной реформы и отмене карточек на продовольственные и промышленные товары». Постановление было подписано Председателем Совета министров Союза ССР И. Сталиным и Секретарём ЦК ВКП(б) А. Ждановым.
В Постановлении был установлен порядок обмена старых денег на новые, а также определены условия переоценки денежных вкладов в сберкассах и Госбанке СССР. При перерасчёте зарплаты деньги обменивались таким образом, что зарплата оставалась без изменения. По вкладам в сберкассах суммы до 3 тысяч рублей обменивались также один к одному, по вкладам от 3 до 10 тысяч рублей было произведено сокращение накоплений на одну треть суммы, по вкладам в размере свыше 10 тысяч рублей изымалась половина суммы. Те же, кто хранил деньги дома, при обмене получил один новый рубль за десять старых. Льготные условия переоценки накоплений были установлены и для держателей облигаций государственных займов: облигации массовых займов обменивались на облигации нового займа в соотношении 3:1, облигации свободно реализуемого займа 1938 года — в соотношении 5:1, а облигации займа 1947 года переоценке не подлежали. Из постановления правительства от 14 декабря 1947 года:

1. Одновременно с проведением денежной реформы, то есть с 16 декабря 1947 года, отменить карточную систему снабжения продовольственными и промышленными товарами, отменить высокие цены по коммерческой торговле и ввести единые сниженные государственные розничные цены на продовольствие и промтовары.
2. При установлении единых розничных государственных цен на продовольственные и промышленные товары исходить из следующего:

а) на хлеб и муку снизить цены в среднем на 12 % против ныне действующих пайковых цен;

б) на крупу и макароны снизить цены в среднем на 10 % против ныне действующих пайковых цен;

в) на мясо, рыбу, жиры, сахар, кондитерские изделия, соль, картофель и овощи сохранить цены на уровне действующих пайковых цен;

г) на молоко, яйца, чай, фрукты в отмену ныне действующих высоких коммерческих цен и слишком низких пайковых цен установить новые цены применительно к уровню действующих пайковых цен на основные продовольственные товары;

д) на ткани, обувь, одежду, трикотажные изделия в отмену ныне действующих высоких коммерческих цен и слишком низких цен нормированного снабжения, установленного в городах и рабочих посёлках, установить новые цены на уровне в 3,2 раза ниже коммерческих цен;

е) на табачные изделия и спички сохранить цены на уровне действующих пайковых цен;

ж) на пиво снизить цены в среднем на 10 % против ныне действующих цен;

з) на водку и вино сохранить ныне действующие цены.

(…)
4. При проведении денежной реформы заработная плата рабочих и служащих, а также доходы крестьян от государственных заготовок и другие трудовые доходы всех слоев населения не затрагиваются реформой и будут выплачиваться в новых деньгах в прежних размерах.

## Результаты реформы
В результате реформы были ликвидированы последствия Великой Отечественной войны в области денежного обращения, без чего невозможно было отменить карточную систему и перейти к торговле по единым ценам.
По оценкам некоторых экономистов, наличная денежная масса уменьшилась в три с лишним раза, с 43,6 до 14 млрд рублей. По оценке Госбанка, после обмена на руках у населения оставалось около 4 млрд руб. При проведении реформы большое значение придавалось ликвидации дефицита, чтобы избежать ажиотажного спроса на товары и инфляции. В течение года товары придерживались, чтобы после обмена денег их выбросить на рынок. Кроме того, были разбронированы товары из государственных резервов на сумму 1,7 млрд рублей. Они предназначались для торговли после отмены карточек и перехода к единым розничным ценам в городах (1,1 млрд рублей) и в сельской местности (0,6 млрд рублей).
Денежная реформа в СССР 1947 года носила конфискационный характер. С этой реформой иногда сравнивают обесценение сбережений в начале 1990-х годов.
Повышение пайковых цен перед реформой сильно ударило по благосостоянию граждан. Дополнительно государственные органы начали проводить мероприятия, направленные на сокращение численности населения, получавшего продукты по карточкам. Было также сокращено пайковое обеспечение под лозунгом экономии хлеба. При этом даже относительно высокие зарплаты не всегда были залогом для безбедного существования. Не улучшали ситуацию с питанием ни заводские подсобные хозяйства, ни столовые. Рабочие редко пользовались общественными столовыми из-за нехватки средств и из-за низкого качества пищи.
| Название товара   | Кол-во | 1946 (январь — август) | 1946 (январь — август) | 1946 (январь — август) | 1947   |
| Название товара   | Кол-во | Пайковые               | Коммерческие           | Колх. рынок            | Единые |
| ----------------- | ------ | ---------------------- | ---------------------- | ---------------------- | ------ |
| Мясо (говядина)   | 1 кг   | 12,00                  | 120,00                 | 80,00                  | 30,00  |
| Сахар рафинад     | 1 кг   | 6,00                   | -                      | -                      | 15,00  |
| Хлеб ржаной       | 1 кг   | 0,75—1,15              | 8,00—10,00             | 13,00                  | 3,00   |
| Масло сливочное   | 1 кг   | 26,00                  | -                      | 150,00—170,00          | 64,00  |
| Макароны (1 сорт) | 1 кг   | 10,00                  | -                      | -                      | 10,00  |

После отмены карточек в конце 1947 года килограмм ржаного хлеба стоил 3 рубля, пшеничного — 4 рубля 40 копеек, килограмм гречки — 12 рублей, сахара — 15 рублей, сливочного масла — 64 рубля, подсолнечного масла — 30 рублей, мороженого судака — 12 рублей, кофе — 75 рублей; литр молока — 3-4 рубля; десяток яиц — 12-16 рублей (в зависимости от категории, которых было три); бутылка пива «Жигулёвское» — 7 рублей; пол-литровая бутылка «Московской» водки — 60 рублей. Несмотря на это, розничные цены и в начале 1950-х годов оставались выше уровня 1940 года на 38 %.
Вместо снабжения по карточкам вводились единые цены, которые были ниже цен в свободной или коммерческой торговле и значительно выше существовавших до 14 декабря государственных цен. При этом зарплаты росли более медленными темпами, что вызывало сильное и вполне обоснованное возмущение трудящихся. Для балансировки бюджета, терявшего часть доходов, во многих учреждениях пошли на сокращение штатов. В 1947—1948 годах были существенно сокращены штаты сотрудников предприятий республиканского и местного подчинения. Эта кадровая политика для экономии государственных средств была реализована за счёт уменьшения численности административного и подсобного персонала и, в меньшей степени, за счёт сокращения руководящих должностей. Она дополнительно способствовала решению кадровой проблемы в промышленности, где ещё сохранялась нехватка рабочих рук.
В 1948 году правительство также приняло ряд постановлений об увеличении тарифов за коммунально-бытовые услуги, почтовые услуги и услуги связи, транспортных тарифов, платы за содержание детей в детских садах. За счёт этого расходы горожан на услуги возросли на 40—60 %. В 1948 году проводимая правительством политика «экономии» вызвала сокращение доходов населения (значительно сокращены премиальные выплаты (на 25—50 %), частично сокращены компенсирующие доплаты (стипендии, пенсии и пр.), повышены нормы выработки и сокращены сдельные расценки оплаты труда). С января 1948 года были значительно повышены оклады номенклатурных работников и выплачивалось дополнительно «временное денежное довольствие» в размере до 3 окладов в месяц, с которых не взимались налоги и взносы. Этот порядок действовал для номенклатуры вплоть до 1956 года.
«Добровольно-принудительные» займы у населения в размере около месячной заработной платы в год в среднем, являвшиеся по сути дополнительным налогом в 1940—1950-е годы, снижали эффект снижения цен на благосостояние граждан примерно на 60 %. Невыплата зарплат (до двух месяцев) также сильно влияла на благосостояние граждан. В некоторых случаях низкооплачиваемые работники оставались должны предприятию после выплаты зарплаты (например, ежемесячно до 70 человек на Средуралмедьзаводе (г. Ревда) имели подобную задолженность). Снижение цен 1948 года в реальности имело весьма отдалённое отношение к повышению уровня жизни граждан, так как снижение цен затронуло только дорогостоящие промышленные товары, водку и ликероводочные изделия. Весь комплекс социально-экономических мероприятий в 1946—1947 годах был направлен в целом на решение государственных, а не социальных проблем.
| Профессия, должность                                        | 1946      | 1947 |
| ----------------------------------------------------------- | --------- | ---- |
| Артист Большого театра                                      | 5000—7000 | -    |
| Директор Дальневосточной транспортно-складской конторы      | 2100      | -    |
| Директор, главный инженер завода, отнесённого к 1 категории | 1700—2000 | -    |
| Начальник управления статистики Госплана СССР               | 2000      | -    |
| Научный сотрудник или преподаватель вуза                    | 3000—3500 | -    |
| Инженер, мастер цеха, юрисконсульт                          | 600—700   | -    |
| Рабочий чёрной металлургии                                  | 876       | 955  |
| Рабочий судостроительной промышленности                     | 515       | 552  |
| Рабочий пищевой промышленности                              | 340—400   | -    |
| Техник комбината местной промышленности                     | -         | 550  |
| Счетовод-кассир комбината местной промышленности            | 360       | -    |
| Кладовщик, электромонтёр                                    | -         | 450  |
| Уборщица, прачка, кубогрев, истопник, дворник, сторож       | 200—250   | -    |

По понятным причинам социологические опросы об отношении населения к проводимым финансовым мероприятиям в те годы не проводились. В то же время информация органов госбезопасности позволяет сделать вывод о поляризации официальной (в прессе и на митингах) и «народной» оценок реформы. При этом оценка населения прямо зависела от уровня дохода, то есть величины понесённых потерь.
В числе ближайших последствий реформы и последовавшего финансового оздоровления (было оно следствием реформы или восстановления народного хозяйства — вопрос дискуссионный) следует отметить пересчёт курса рубля и его перевод «на золотую основу».
Денежная реформа не уничтожила частный (теневой, спекулятивный, по оценке современников) сектор экономики. Более того, министерства финансов союзных республик инициировали его частичную легализацию в рамках регламентированных специальными Правилами кустарно-ремесленных промыслов. Эта инициатива не нашла поддержки по идеологическим причинам. «Дельцам» «чёрного» рынка удалось не только сохранить большую часть своих капиталов в ходе реформы, но и заметно увеличить их. Сама реформа была использована представителями «теневого» капитала для быстрого обогащения в результате игры на разнице цен на дефицитные в то время товары до и после отмены карточной системы. От этого у многих людей, «живущих на одну заработную плату», сложилось впечатление, что денежная реформа проводится в интересах толстосумов «чёрного» рынка.
По мнению историка О. Хлевнюка, денежная реформа 1947 года — это зеркало сталинской системы. Кризис послевоенной экономики, связанный с эмиссией денег на военные расходы, решено было преодолеть за счёт конфискации накоплений у населения. Отказ от карточек в максимально короткие сроки, раньше, чем в капиталистических странах, был задуман как демонстрация преимуществ социализма. Осознавая, что реформа не будет популярной у рядовых граждан, власти организовали массовую информационную кампанию, стараясь играть на предрассудках, что реформа направлена против спекулянтов и зажиточных граждан, не забывая упомянуть тяжелое положение трудящихся в капиталистических странах. Сталин при этом лично работал над формулировками. Несмотря на заявления, больше всего от денежной реформы пострадали крестьяне и меньше всего — зажиточные категории советских граждан — дельцы теневой экономики и коррумпированные чиновники. Не смогли смягчить негативный эффект падения покупательской способности (примерно в 8 раз) ни отмена карточек, ни свободная продажа дефицитных товаров. Специальные меры снабжения затронули лишь крупные города — прежде всего Москву и Ленинград. Вне столиц отмена карточек привела лишь к перебоям снабжения. Денежная реформа также вскрыла большой пласт коррупции в СССР среди ответственных партийных работников. Работники партийных, советских органов, а также сотрудники и руководители республиканских и областных управлений МГБ и МВД спасали свои деньги различными противозаконными способами — в отличие от простых советских граждан, лишь единицы из них понесли хотя бы минимальное наказание.

## Интересные факты
- В ходе следствия по делу Берии в 1953 году было выявлено, что перед проведением в 1947 году денежной реформы зампредсовмина СССР Берия, чтобы избежать переоценки денег, поручил своему помощнику тайно разместить в различных сберкассах значительную денежную сумму (более 40 тыс. рублей)[27].
- Подобные конфискационные реформы проводились почти во всей послевоенной Европе, в Нидерландах, например, похожая денежная реформа 1945 года сократила денежную массу с 5,5 млрд до 1,31 млрд гульденов, то есть более чем в 4 раза[28].